# Dům Jablanského
Jablanského dům (bulharsky Къща на Яблански) je novo-barokní, dům, který se nachází v Sofii, na adrese Car Osvoboditel 18 v centru města. Od roku 1955 je chráněn jako kulturní památka. Byl dlouhodobě znám špatným stavem, který byl vyřešen rekonstrukcí v roce 2011. V současné době se v něm nachází exkluzivní soukromý klub.

## Historie
Dům byl vybudován v letech 1906–1907 podle projektu Rakousko-uherského architekta Friedricha Grünangera. Objednatelem stavby byl tehdejší finančník a primátor Sofie Dimitar Jablanski. Velkolepou a zdobenou fasádu realizoval dekorátor bulharské královské rodiny, Andreas Greis. Dům byl ovlivněn především barokem, bylo zde umístěno ale i několik renesančních a rokokových prvků. Nábytek do domu byl dovezen z Vídně. Použité architektonické prvky vycházejí z těch, které Grünager navrhl pro královský palác v Sofii, stejně jako z jeho vlastního domu, ve kterém žil v Salcburku.
V roce 1944 přišli v Bulharsku k moci komunistická strana, dům byl znárodněn a změnil účel na ambasádu Čínské lidové republiky. Takto fungoval až do roku 1991; poté byl restituován a vrácen dědicům rodiny Jablanských. Ti jej prodali První soukromé bance, která nicméně v roce 1996 zbankrotovala. Na počátku 21. století měl být srovnán se zemí a nahrazen moderní budovou, nicméně demolici zastavil sofijský magistrát. Stav domu mezi lety 2006–2009 byl havarijní.